# (88292) Bora-Bora
(88292) Bora-Bora (2001 NL6) – planetoida z grupy pasa głównego asteroid, okrążająca Słońce w ciągu 3,33 lat w średniej odległości 2,23 j.a. Odkryta 12 lipca 2001 roku.